# Magistério da Igreja Católica

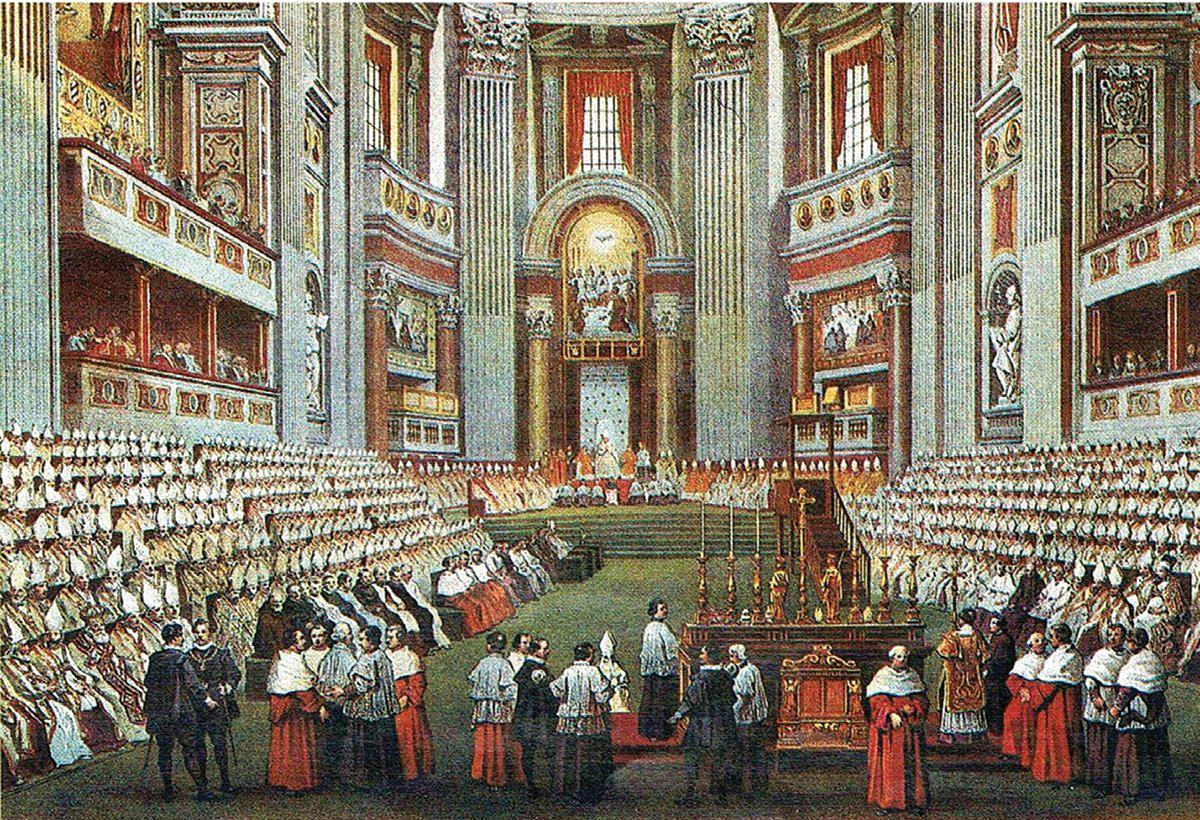
O Magistério presidindo um sínodo, que é o Concílio Vaticano I.

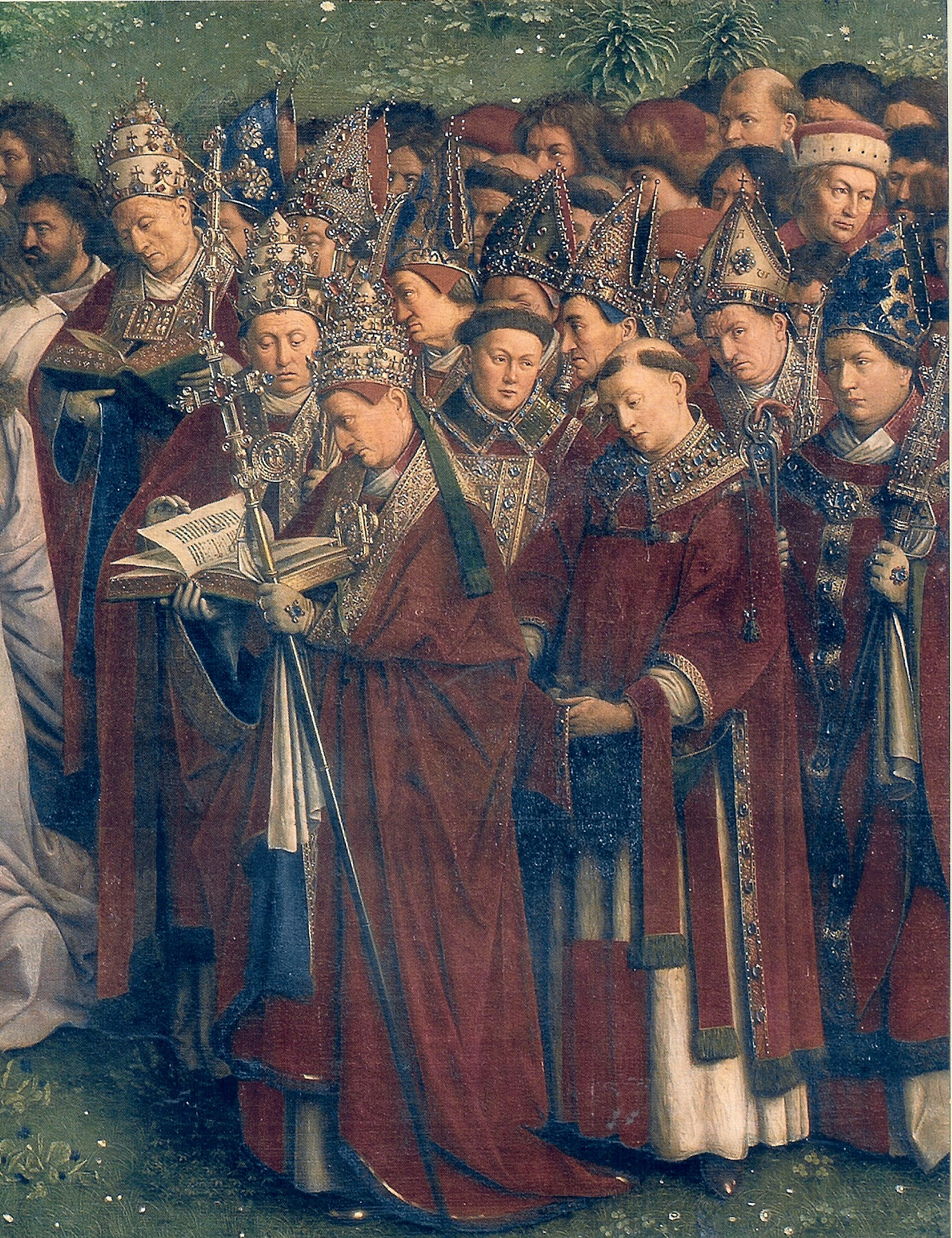
Uma parte do Retábulo de Gante que mostra os ministros da Igreja

O Magistério da Igreja Católica (em latim: Magisterium) é o termo que designa a autoridade de ensino confiada por Cristo à Igreja, exercida pelo Papa e pelos bispos em comunhão com ele. Não se trata de um "órgão" no sentido físico ou administrativo, mas de uma função vital e espiritual: a missão de ensinar, interpretar e guardar fielmente a Revelação divina.
O Magistério refere-se, portanto, ao exercício da função docente da Igreja, mediante a qual ela proclama as verdades de fé e moral, esclarecendo-as e aplicando-as para cada época. Este ensinamento deve ser acolhido com obediência filial pelos fiéis católicos, em virtude da assistência do Espírito Santo prometida à Igreja por Cristo (João 16:13). O significado da palavra magistério possui variantes conforme o contexto em que é utilizado e ao longo da história da Igreja Católica.
Segundo a Encíclica Veritatis Splendor, "o encargo de interpretar autenticamente a Palavra de Deus, escrita ou transmitida, foi confiado exclusivamente ao Magistério vivo da Igreja, ao Papa e aos Bispos em comunhão com ele, cuja autoridade é exercida em nome de Jesus Cristo". Portanto, a função de Magistério da Igreja é exercida pela hierarquia católica, mais concretamente, pelo Papa e pelos bispos em comunhão com o Sumo Pontífice. Foi com base nesta interpretação fiel da Revelação divina que o Magistério da Igreja "definiu quais os livros que fazem parte do cânone das Escrituras". A Igreja Católica "não tira só da Sagrada Escritura a sua certeza a respeito de todas as coisas reveladas", querendo isto dizer que as Tradições oral e escrita "devem ser recebidas e veneradas com igual espírito de piedade e reverência".
O Magistério, ao meditar, estudar e proteger a Revelação — contida na Sagrada Escritura e na Tradição — descobre explicitamente realidades que já estavam implicitamente presentes. Esse desenvolvimento doutrinal não é uma mudança ou inovação na fé, mas um crescimento orgânico: o mesmo conteúdo da fé é melhor compreendido e expresso com maior precisão, para responder aos novos desafios culturais, intelectuais e espirituais que surgem no mundo.

## Tipos de magistérios
Existem dois tipos de magistérios exercidos pela Igreja Católica:
- o ordinário, exercido continuamente pelos bispos e pelo Papa (ex: através de encíclicas e outros tipos de documentos e de meios), mas que não está imune ao erro. Mas, mesmo assim, o magistério ordinário "deve ser reverenciado pelos fiéis em termos de vontade e razão; o fato de não estar imune ao erro não significa que, de fato, os possua". O magistério ordinário torna-se infalível só quando o Papa e o Colégio Episcopal, dispersos por todo o mundo, "concordarem em emitir uma sentença definitiva sobre fé e moral aplicável a toda a Igreja".
- o extraordinário, exercido somente em situações pontuais e necessárias pelo Papa ou por todo o episcopado reunido em torno do Papa, num concílio ecuménico. Quando se tratar de juízos referentes à fé e à moral (os chamados juízos dogmáticos), o magistério extraordinário ou supremo torna-se infalível, sendo os seus ensinamentos imutáveis nestas matérias dogmáticas. Esses juízos dogmáticos, que podem não conter dogmas novos, podem ser expressos em anátemas (ou não), decretos, constituições dogmáticas e outros documentos.

"Se, contudo, houver um choque entre um ensinamento papal ordinário e o ensinamento extraordinário mas não dogmático de um Concílio Ecumênico, deve ser obedecido o ensinamento do Concílio Ecumênico, porque este magistério expressa a posição do Papa e do Colégio Episcopal."